# Arcangues
Arcangues (baskisch: Arrangoitze) ist eine französische Gemeinde mit 3588 Einwohnern (Stand: 1. Januar 2022) im Département Pyrénées-Atlantiques in der Region Nouvelle-Aquitaine. Arcangues gehört zum Arrondissement Bayonne und zum Kanton Ustaritz-Vallées de Nive et Nivelle (bis 2015: Kanton Ustaritz). Die Einwohner werden Arcanguais genannt.

## Geografie
Arcangues liegt etwa sieben Kilometer südsüdwestlich von Bayonne im französischen Baskenland. Umgeben wird Arcangues von den Nachbargemeinden Anglet und Biarritz im Norden, Bassussarry im Nordosten, Ustaritz im Osten, Saint-Pée-sur-Nivelle im Süden, Ahetze im Südwesten sowie Arbonne im Westen.
Durch die Gemeinde führt die Autoroute A63.

## Bevölkerung
| 1962 | 1968 | 1975 | 1982 | 1990 | 1999 | 2006 | 2011 |
| ---- | ---- | ---- | ---- | ---- | ---- | ---- | ---- |
| 1348 | 1580 | 1728 | 2155 | 2506 | 2733 | 2985 | 3107 |

## Kultur und Sehenswürdigkeiten

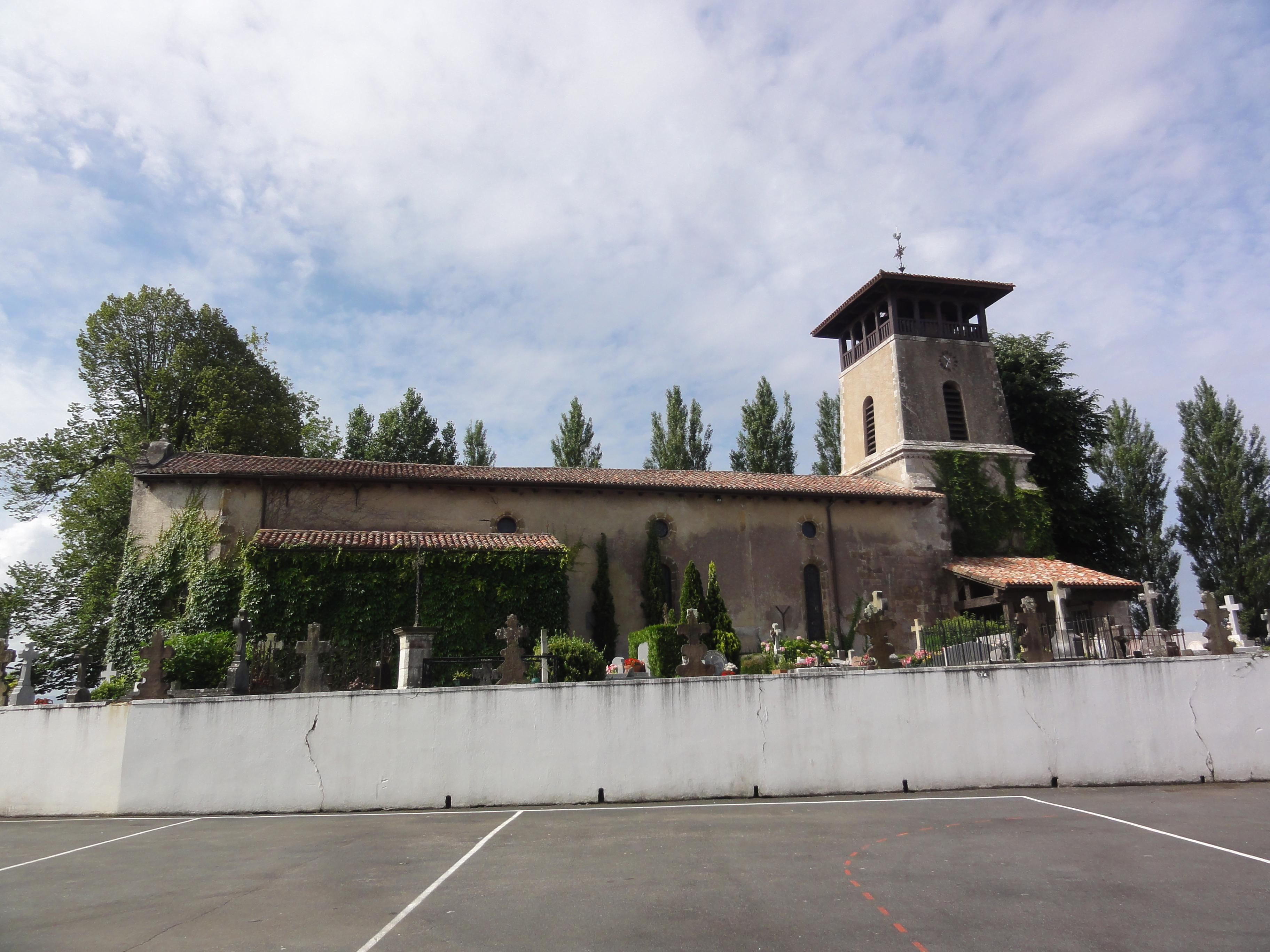
Kirche Saint-Jean-Baptiste

- Kirche Saint-Jean-Baptiste, Umbauten im 20. Jahrhundert, Glockenturm aus dem 16. Jahrhundert, Monument historique seit 1925
- Schloss Arcangues, wieder errichtet 1900, Monument historique
- Schloss Bosquet, errichtet 1905
- Villa Berriotz, 1929 erbaut, Monument historique seit 2013

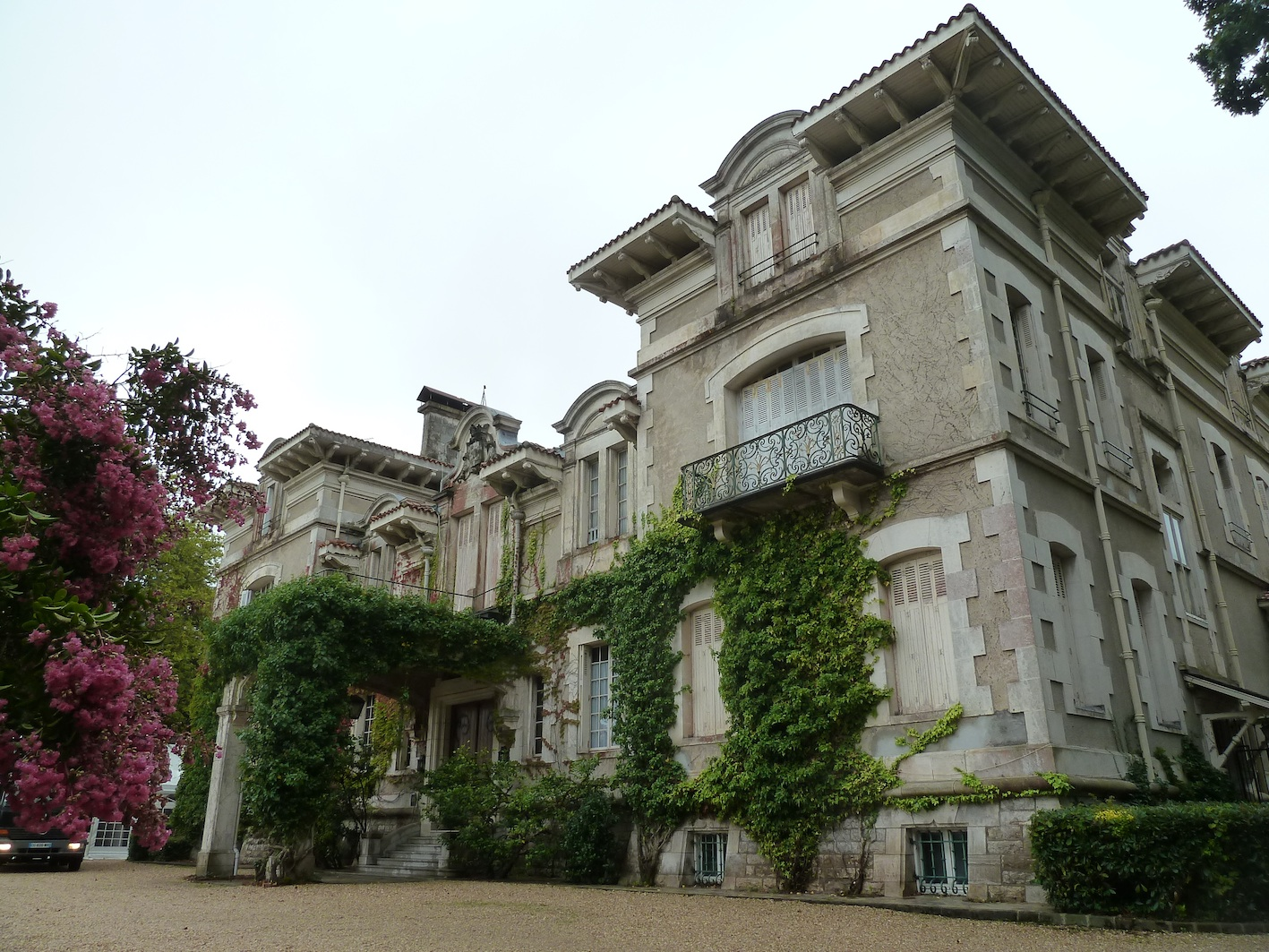
Schloss Arcangues